# Río Urubamba
Le río Urubamba est une rivière importante du Pérou, partiellement navigable, qui rejoint le rio Tambo pour former l'Ucayali, une des deux grandes rivières qui constituent le cours supérieur de l'Amazone.

## Étymologie
La  rivière Urubamba (« plateau des araignées » en quechua), est également connue comme río Vilcamayo (du quechua Willkamayu « rivière sacrée ») ou, jusqu'à son confluent avec le río Yanatili, río Vilcanota (de l'aymara Willkanuta « rivière du soleil »)

## Géographie
Elle naît dans la cordillère des Andes, au sud-est de Cuzco, près de la limite avec la région de Puno et coule en direction nord-ouest pendant 724 km, avant de confluer avec le Tambo à Atalaya pour former l'Ucayali.
Le Tambo (nom donné au cours inférieur de l'Apurimac) est considéré comme la branche mère de l'Ucayali, car sa longueur est supérieure et son bassin deux fois plus vaste. Mais la largeur et le débit des deux rivières sont comparables au point qu'il soit difficile de déterminer visuellement lequel est le plus important des deux.

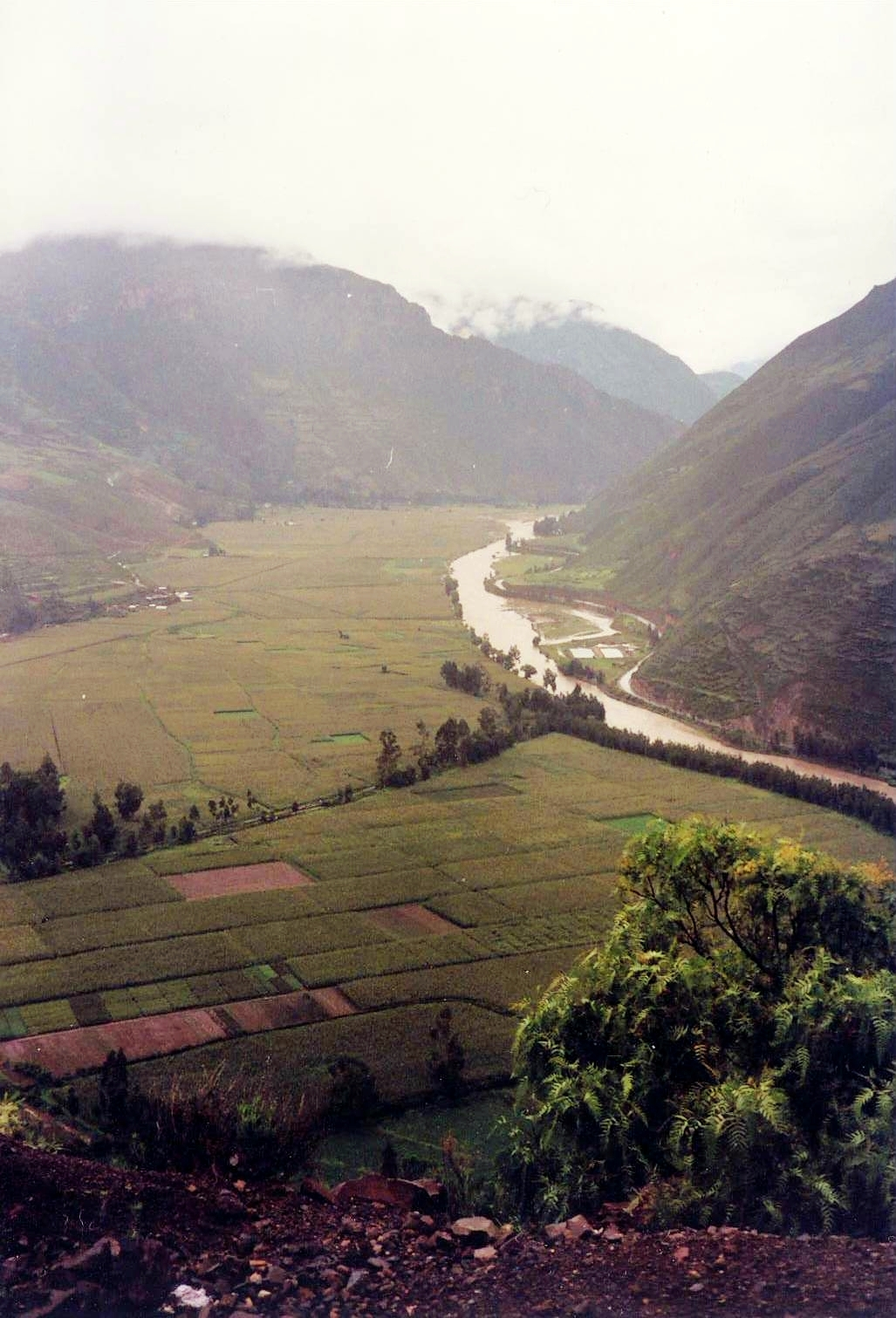
Le haut Urubamba vu des hauteurs de Taray.

On subdivise le cours de l'Urubamba en deux parties très différentes, le Bas et le Haut Urubamba, dont la limite est définie par un canyon très profond (de 300 à 900 mètres) : le Pongo de Mainique.

## Le haut Urubamba-Vilcanota

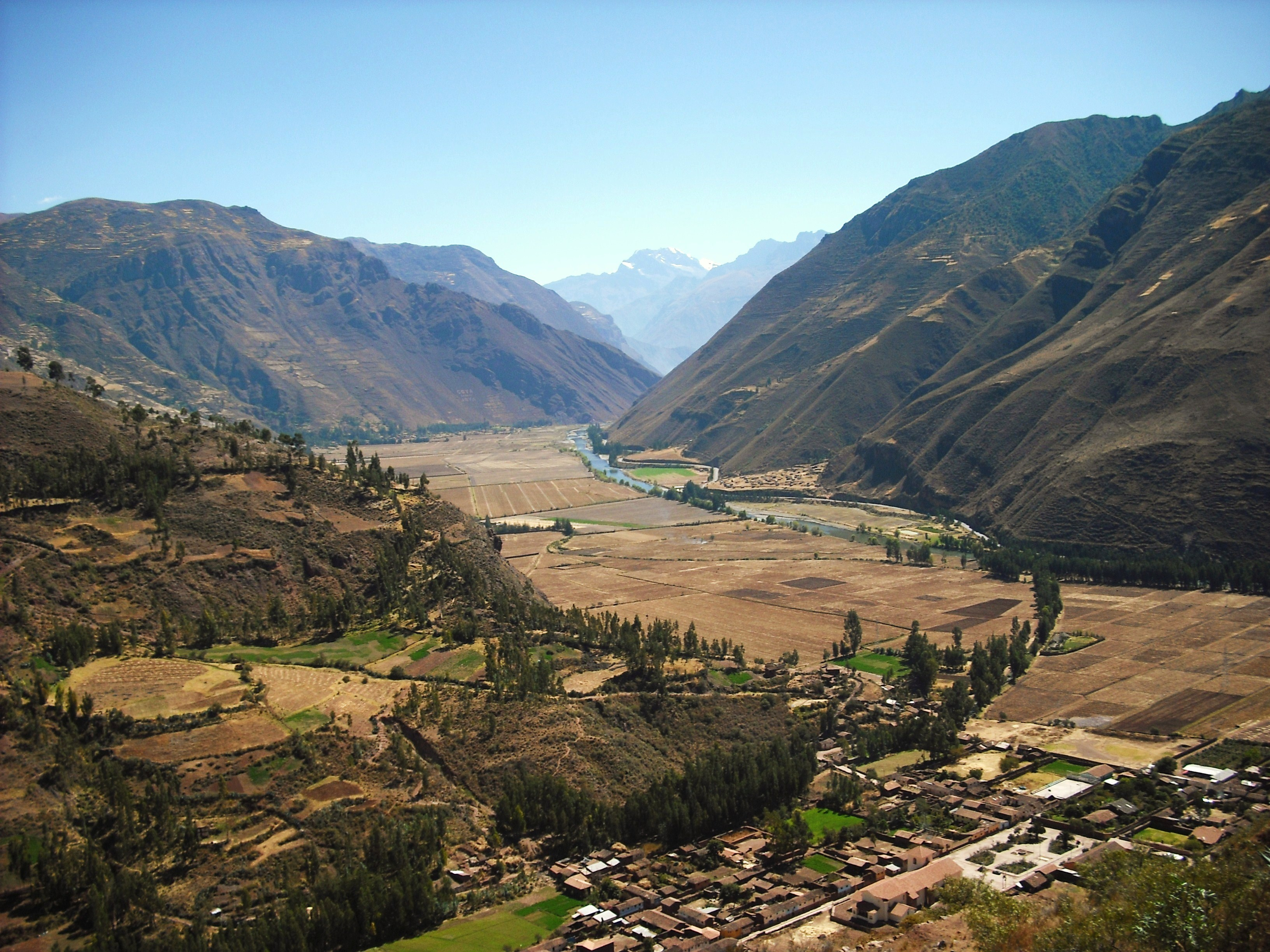
Vallée de l'Urubamba, Cusco, Pérou.Vue sur le village de Yaray (en premier plan)

La vallée du Haut Urubamba est encaissée dans la haute montagne andine. Le Nevado Ausangate, le plus haut sommet de la cordillère de Vilcanota, culmine à 6 384 mètres. Cette vallée très peuplée est cultivée intensivement par irrigation car les précipitations y sont modérées comme sur toute la haute montagne andine. On y trouve de nombreux vestiges de l'empire Inca, dont la fameuse cité de Machu Picchu. La grande ville de Cuzco (360 000 habitants), l'ancienne capitale des Incas, se situe à proximité de la vallée.

## Le bas Urubamba
La rivière serpente dans la forêt amazonienne au pied de la Cordillère. La pluviométrie y est considérable (7 mètres de pluie par an sur le bassin du río Picha) et le volume de la rivière s'y trouve multiplié par trois. Cette région est relativement peu développée et peu peuplée. On y trouve divers peuples amérindiens, principalement les Machiguengas (ou Matsigenkas) et les Ashaninka. L'économie est surtout forestière, mais on y trouve aussi les gisements gaziers de Camisea. La ville principale est Sepahua.

## Principaux affluents

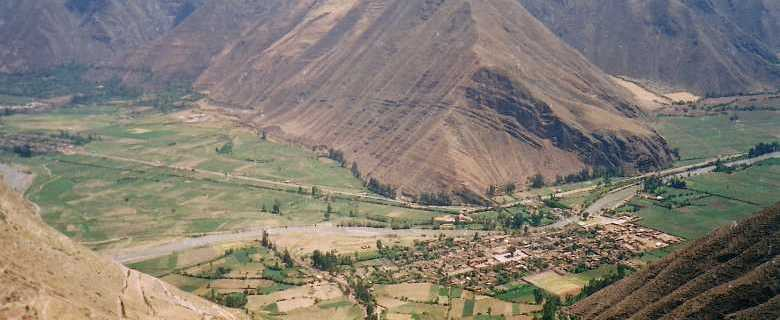
La vallée cultivée du haut Urubamba et la ville de Huayabamba.

- río Camisea (120 km, 1 750 km2, 140 m3/s)
- río Inuya (170 km, 8 007 km2, 360 m3/s)
- río Mishagua (200 km, 4 150 km2, 230 m3/s)
- río Picha (110 km, 3 180 km2, 360 m3/s)
- río Salcca (110 km, 2 920 km2, 53 m3/s)
- río Yanatili (120 km, 3 220 km2, 90 m3/s)
- río Yavero (290 km, 7 600 km2, 185 m3/s)